# Dietrich Rohde (General)
Dietrich Rohde (* 5. März 1919 in Berlin; † 8. März 2016 in Dorfmark) war ein Brigadegeneral des Heeres der Bundeswehr. In seiner letzten Verwendung war er Kommandeur des Artilleriekommandos 3.

## Leben

### Wehrmacht
Rohde, Sohn eines promovierten Ministerialrates, trat im November 1937 als Reserveoffizieranwärter beim Artillerieregiment 3 in die Wehrmacht ein. Mit Beginn des Zweiten Weltkriegs wurde er als Geschützführer in diesem Regiment in Polen eingesetzt, ehe er Zugführer in der Artillerie-Ersatz-Abteilung 3 bis Januar 1940 wurde. Anschließend erfolgten verschiedene Verwendungen im Artillerieregiment 293 bis Kriegsende. Dabei wurde er in der Sowjetunion und Frankreich eingesetzt. Sein letzter Dienstgrad in der Wehrmacht war Hauptmann der Reserve.

### Nachkriegszeit
Nach dem Krieg arbeitete Rohde zunächst als landwirtschaftlicher Arbeiter bei verschiedenen Landwirten. In dieser Zeit wurde er 1946 für drei Monate von den britischen Besatzungsmächten interniert. Ab März 1947 war er kaufmännischer Angestellter in Berlin. Parallel dazu begann Rohde ab Januar 1949 ein Studium der Politologie an der Deutschen Hochschule für Politik, welches er im Oktober 1952 als Diplom-Politologe abschloss. Ab Oktober 1954 bis zu seinem Eintritt in die Bundeswehr war er Leiter eines Verkaufsbüros.

### Bundeswehr
Am 16. März 1956 trat Rohde als Hauptmann in die Bundeswehr ein. Seine erste Verwendung erhielt er als Prüfoffizier bei der Annahmeorganisation. Im Anschluss war er ab Februar 1957 Hilfsreferent bei der Stammdienststelle des Heeres. Es folgte ab April 1961 eine Verwendung als Kommandeur des Artilleriebataillon 32, welches während seiner Führung zum Raketenartilleriebataillon 32 umgegliedert wurde. Im Jahr 1964 war er für ein halbes Jahr Leiter ATP der Lehrgruppe A an der Artillerieschule, ehe er im Stab der Raketenschule des Heeres bis September 1966 eingesetzt wurde. Anschließend wurde Rohde stellvertretender Kommandeur des Artillerieregiments 1, ehe er ab dem 1. Oktober 1969 Kommandeur des Artillerieregiments 5 wurde. Mit gleichzeitiger Beförderung zum Brigadegeneral wurde er ab dem 1. Oktober 1973 als Kommandeur des Artilleriekommandos 3 verwendet. Zum 31. März 1979 wurde er in den Ruhestand versetzt.

## Auszeichnungen
Er erhielt das Verdienstkreuz 1. Klasse des Verdienstordens der Bundesrepublik Deutschland.